# Pampore
Pampore o Pampur es una ciudad y tehsil del distrito de Pulwama situado en la zona de Jammu y Cachemira administrada por la India.

## Geografía
Pampore está ubicada a 34,02º de latitud y 74,93º de longitud E. Tiene una elevación media del terreno de 1574 metros. La ciudad está situada en la orilla oriental del río Veth también conocido como Jehlum en Urdu.
Las poblaciones más cercanas a Pampore son: Chandhara, Konibal, Colonia Shaheed Khalil-ul-Rehman, Colonia Nueva (Tul Bagh), Nambalbal, Drangbal, Kadalabal, Frestabal, Meej, Shaheed en la carretera de Saqib-Shuib, Zantraag, Dusso, Androssa, Gundbal, Ladhoo, Shar, Khrew y Wuyan.

## Demografía
En el último censo indio de 2001, la población de Pampore era de 46.595 habitantes, Un 52% de los cuales eran hombres y un 48% mujeres. Pampore tiene un ratio de analfabetismo del 41%, algo más alto de la media nacional que es del 40,5%. El analfabetismo entre los hombres ronda el 31% y entre las mujeres el 51%. El 7% de la población tiene menos de 6 años.

## Personajes
En la ciudad de Pampore vivieron dos de las más famosas poetisas de Cachemira: Lala Ded y Habba Khatoon (más conocida como Zoon). En realidad, Zoon vivió en la población cercana de Chandhara, a las afueras de Pampore.

## Economía
La principal ocupación de la gente de Pampore es la agricultura. La ciudad es famosa por sus campos de azafrán, del que, sus habitantes dicen "es el mejor del mundo". Prácticamente no hay industria digna de mención. Pero, por regla general, los habitantes de Pampore no se pueden considerar pobres; de hecho, para los estándares de la región, un buen número de ellos se podrían considerar bastante ricos.